# Sigy-en-Bray
Sigy-en-Bray – miejscowość i gmina we Francji, w regionie Normandia, w departamencie Sekwana Nadmorska.
Według danych na rok 1990 gminę zamieszkiwało 527 osób, a gęstość zaludnienia wynosiła 19 osób/km² (wśród 1421 gmin Górnej Normandii Sigy-en-Bray plasuje się na 436. miejscu pod względem liczby ludności, natomiast pod względem powierzchni na miejscu 16.).